# 锡克斯费尔德
锡克斯费尔德（德語：Sirksfelde）是德国石勒苏益格－荷尔斯泰因州的一个市镇。总面积8.63平方公里，总人口301人，其中男性155人，女性146人（2011年12月31日），人口密度每平方公里35人。